# Rhomphaea aculeata
Rhomphaea aculeata là một loài nhện trong họ Theridiidae.
Loài này thuộc chi Rhomphaea. Rhomphaea aculeata được Tord Tamerlan Teodor Thorell miêu tả năm 1898.